# Nikolaj Steen
Nikolaj Steen (født 10. februar 1967 i København) er en dansk sanger, sangskriver, trommeslager, komponist, producer og skuespiller. Han er søn af kapelmester Niels Jørgen Steen og skuespiller Avi Sagild og bror til Paprika Steen.
Nikolaj Steen startede sin karriere som sanger. Han lavede 6 album, hvoraf hans andet album blev udgivet i USA. I starten af 1990 flyttede han til New York og skrev kontrakt med pladsselskabet Imago Records. Her gjorde han albummet Nikolaj Steen færdigt og udgav det globalt. Han optrådte i det meste af USA på diverse diskoteker og radiostationer, men det internationale gennembrud udeblev. Han har også sunget sangen "Kærlighedens Farer" med Anne Linnet fra hendes album Jeg er jo lige her (1988). Desuden har han været med til at lavet to “fodbold-sange”. 1988 som sanger sammen med [[Anne-Karina Steenholdt]] på sangen “Sepp Sepp, Piontæsk” og i 2000 som producer på Det Brune Punktum’s “All We Need is Love”.
Han har desuden produceret plader for en række andre kunstnere og har fra 1996 - 2014 fungeret som trommeslager og kapelmester for Sanne Salomonsen.
I 2014 skiftede Nikolaj Steen retning og forlod musikken, til fordel for Film og TV. 
Nikolaj Steen har siden fungeret som filminstruktør, manuskriptforfatter, kreativ producer og udviklingsproducent. 
I 2020 Blev Nikolaj Steen ansat af United Production/ITV, som Head Of Drama.

## Instruktør og manuskriptforfatter
- 2024: “ NamaStay ”

Director
- 2019: "Labans Jul - The Movie" Sceenplay & Director
- 2019: "Hånd I Hånd" Season II (4episodes) Director
- 2019: "Minkavlerne" Director
- 2019: "10 År Senere" Director
- 2018: "Bamselægen" - Season II Director
- 2017: "Laban - En Juletragedie" Sceenplay & Director
- 2018: "Bamselægen" - Season I Director
- 2015:  "Backstage" - Season II Director & Head writer
- 2014: "Backstage" - Season I Director
- 2009: Oldboys Sceenplay & Director

## Soloalbum
- 2002: Closer & Live
- 2001: Closer
- 1995: Spacehead
- 1994: Blindfolded
- 1992: Nikolaj Steen
- 1991: Can’t Get Arrsted (USA)
- 1987: Nick Name

## Roller i film og tv
- 2016: Klassefesten 3 - Dåben
- 2011: Den som dræber (tv-serie) – Jørgen Schmidt
- 2009: Manden med de gyldne ører
- 2007: Til døden os skiller
- 2005: Veninder – Henrik
- 2005: Den store dag – Anders
- 2005: Oskar og Josefine – Jesper
- 2004: Tæl til 100 – lærer
- 2003: Jesus & Josefine (julekalender) – Jesper
- 2002: Langt fra Las Vegas – Laust (afsnittet "Laust")
- 2002: P.I.S. Politiets indsatsstyrke – musikproducer
- 2001: En kort en lang – Mads
- 2000: Hotellet (tv-serie) – Filip (7 afsnit)
- 2000: Edderkoppen (tv-serie) – anklager Busch
- 2000: TAXA – Leo (3 afsnit)
- 1988: Himmel og helvede – Herbert

## Soundtrack
- 2007: Til Døden Os Skiller – Original Score
- 2005: Store planer – med Jacob Binzer
- 2004: Oh Happy Day  producer på én sang
- 2004: Lad de små børn – Original Score
- 2002: Okay
- 2002: Det Brune punktum: Far brugte ikke noget – producer
- 1999: Det Brune punktum: Helbredelsen – producer
- 1997: Lex & Klatten (tv-serie) – producer
- 1996: Blomsterfangen (optræder)
- 1995: Jury Duty (optræder)

## Producer
- 2009: Sanne Salomonsen – Unico
- 2007: Flere Filmhits
- 2006: Danske Filmhits
- 2005: Sanne Salomonsen – The Album
- 2005: TV-2 – De Første Kærester På Månen
- 2005: Store Planer – soundtrack
- 2004: Lad de små børn – soundtrack
- 2003: Luke – "Heaven's On Fire" – vokalproducer
- 2003: Sanne Salomonsen – Freedom
- 2003: Lad de små børn
- 2002: TV-2 – På kanten af småt brændbart
- 2002: Det Brune Punktum – Far brugte ikke noget
- 2002: OKAY – "It's OK"
- 2001: Jimmy Jørgensen og Peter Frödin – "Vent på mig"
- 2001: TV-2 – Amerika
- 2000: Landsholdet og Det Brune Punktum – "All We Need Is Love"
- 2000: Poul Krebs – Johnny 2000
- 2000: Sanne Salomonsens Best Of, (Den Jeg elsker & Misbrugt og forladt)
- 1999: Den Gale Pose – "Den Dræbende Joke Remix"
- 1999: Infernal – Vodoo Cowboy Remix
- 1998: Lex & Klatten - Lex & Klatten
- 1997: Peter Maffay – Begegnungen ("Good Thing")
- 1996: Sanne Salomonsen – 1996
- 1995: Kaya – Sweet Reality